# Chū zumō
Chū zumō (ちゅうずもう? lett. "Il sumo del topo") è un cortometraggio d'animazione giapponese del 2010, scritto da Hayao Miyazaki e diretto da Akihiko Yamashita. Il cortometraggio, basato sulla favola popolare giapponese Nezumi no sumō (ねずみのすもう?), è un'esclusiva del Museo Ghibli, dove viene proiettato giornalmente a partire dal 3 gennaio 2010.
Chū è l'onomatopea del pianto di un topolino.